# Campeonato Mineiro de Futebol Feminino de 2017
O Campeonato Mineiro de Futebol Feminino de 2017 foi uma competição feminina organizada pela Federação Mineira de Futebol. Disputado por seis clubes, o campeonato iniciou-se em 24 de setembro e encerrou-se no dia 26 de novembro. O América Mineiro conquistou o título ao derrotar o Frigoarnaldo na decisão.

## Primeira fase
Na primeira fase, os nove clubes participantes foram divididos em três grupos com três equipes cada, enfrentando adversários de seus respectivos grupos em turno e returno. No final da primeira fase, os primeiros colocados de cada grupo classificaram juntamente com o melhor segundo colocado.

### Grupo A
| Pos | Equipes         | Pts | J | V | E | D | GP | GC | SG  |
| --- | --------------- | --- | - | - | - | - | -- | -- | --- |
| 1º  | América Mineiro | 12  | 4 | 4 | 0 | 0 | 10 | 1  | +9  |
| 2º  | Frigoarnaldo    | 6   | 4 | 2 | 0 | 2 | 9  | 6  | +3  |
| 3º  | Carlense        | 0   | 4 | 0 | 0 | 4 | 0  | 15 | –15 |

|                 | AME | CAR | FRI |
| --------------- | --- | --- | --- |
| América Mineiro | —   | 3–0 | 3–0 |
| Carlense        | 0–1 | —   | 0–3 |
| Frigoarnaldo    | 1–3 | 5–0 | —   |

### Grupo B
| Pos | Equipes       | Pts | J | V | E | D | GP | GC | SG  |
| --- | ------------- | --- | - | - | - | - | -- | -- | --- |
| 1º  | Ipatinga      | 12  | 4 | 4 | 0 | 0 | 21 | 1  | +20 |
| 2º  | Internacional | 3   | 4 | 1 | 0 | 3 | 2  | 14 | –12 |
| 3º  | Nacional      | 3   | 4 | 1 | 0 | 3 | 5  | 19 | –14 |

|               | IPA | INT | NAC |
| ------------- | --- | --- | --- |
| Ipatinga      | —   | 3–0 | 9–0 |
| Internacional | 0–1 | —   | 0–3 |
| Nacional      | 1–8 | 1–2 | —   |

### Grupo C
| Pos | Equipes       | Pts | J | V | E | D | GP | GC | SG |
| --- | ------------- | --- | - | - | - | - | -- | -- | -- |
| 1º  | Athletic Club | 12  | 4 | 4 | 0 | 0 | 10 | 4  | +6 |
| 2º  | Manchester    | 3   | 4 | 1 | 0 | 3 | 3  | 4  | –1 |
| 3º  | Prointer      | 3   | 4 | 1 | 0 | 3 | 4  | 9  | –5 |

|               | ATH | MAN | PRO |
| ------------- | --- | --- | --- |
| Athletic Club | —   | 2–1 | 4–1 |
| Manchester    | 0–1 | —   | 0–1 |
| Prointer      | 2–3 | 0–2 | —   |

## Fase final
A fase final englobou as semifinais e a final. Os jogos foram eliminatórios, avançando para a próxima fase a equipe vencedora; nos caso de empates nos confrontos, a vaga seria disputada nas penalidades.

### Esquema
|  | Semifinais      | Semifinais      | Semifinais | Semifinais |   |              | Final | Final | Final | Final |
|  |                 |                 |            |            |   |              |       |       |       |       |
|  | Ipatinga        | 2               | 1          | 3          |   |              |       |       |       |       |
|  | Frigoarnaldo    | 3               | 3          | 6          |   |              |       |       |       |       |
|  | Frigoarnaldo    | 3               | 3          | 6          |   | Frigoarnaldo | 0     | 1     | 1     |       |
|  |                 |                 |            |            |   | Frigoarnaldo | 0     | 1     | 1     |       |
|  |                 | América Mineiro | 1          | 3          | 4 |              |       |       |       |       |
|  | América Mineiro | América Mineiro | 1          | 3          | 4 | 2            | 5     | 7     |       |       |
|  | América Mineiro |                 |            |            |   | 2            | 5     | 7     |       |       |
|  | Athletic Club   | 1               | 0          | 1          |   |              |       |       |       |       |

### Semifinais
Ida
| 4 de novembro | Athletic Club | 1 – 2  | América Mineiro                               | Estádio Joaquim Portugal, São João del-Rei |
| 15:00 (UTC−2) | Dodo 26'      | Súmula | Nathalia Rodrigues 24' · Jéssica Fernanda 81' | Árbitro: Fagson Júnior dos Santos Silva    |

| 5 de novembro | Frigoarnaldo                                              | 3 – 2  | Ipatinga                 | Campo do Frigoarnaldo, Contagem |
| 16:00 (UTC−2) | Ray 35' (pen) · Beatriz Alves 40' · Rafaela Dulcineia 60' | Súmula | Lidiane 45+1' (pen), 64' | Árbitro: José Alfredo Filho     |

Volta
| 11 de novembro | Ipatinga  | 1 – 3  | Frigoarnaldo                                     | João Lamego Netto, Ipatinga             |
| 17:00 (UTC−2)  | Alice 77' | Súmula | Maninha 28' (pen) · Vivian Miranda 65' · Iza 79' | Árbitro: Michel Patrick Costa Guimarães |

| 12 de novembro | América Mineiro                                                                   | 5 – 0  | Athletic Club | Campo do "Baleião", Belo Horizonte      |
| 15:00 (UTC−2)  | Ana Jesuína 27' · Ana 72' · Jéssica Fernanda 88', 90+3' (pen) · Sheila 90+5' (gc) | Súmula |               | Árbitro: Sidney Petterson Costa Batista |

### Final
| 19 de novembro | Frigoarnaldo | 0 – 1  | América Mineiro | Campo do Frigoarnaldo, Contagem     |
| 16:00 (UTC−2)  |              | Súmula | Ana 71'         | Árbitro: Antonio Fernandes da Costa |

| 26 de novembro | América Mineiro                | 3 – 1  | Frigoarnaldo | Campo do "Baleião", Belo Horizonte           |
| 10:30 (UTC−2)  | Isa 61' · Dani 69' · Maria 81' | Súmula | Tata 82'     | Árbitro: André Luiz Skettino Policarpo Bento |

## Premiação
| Campeonato Mineiro de Futebol Feminino de 2017 |
| Belo Horizonte                                 |
| ---------------------------------------------- |
| América Mineiro Campeão (3.º título)           |